# Agelaia cajennensis
Agelaia cajennensis är en getingart som först beskrevs av Fabricius 1798.  Agelaia cajennensis ingår i släktet Agelaia och familjen getingar. Inga underarter finns listade i Catalogue of Life.